# Diócesis de Kioto
La diócesis de Kioto (en latín: Dioecesis Kyoten(sis) y en japonés: カトリック京都司教区) es una circunscripción eclesiástica latina de la Iglesia católica en Japón, sufragánea de la arquidiócesis de Osaka. La diócesis tiene al obispo Paul Yoshinao Otsuka como su ordinario desde el 3 de marzo de 1997. 

## Territorio y organización
La diócesis tiene 18 094 km² y extiende su jurisdicción sobre los fieles católicos de rito latino residentes en la región de Kansai, en las prefecturas de Kioto, Mie, Nara y Shiga.
La sede de la diócesis se encuentra en la ciudad de Kioto, en donde se halla la Catedral de San Francisco Javier.
En 2019 en la diócesis existían 46 parroquias.

## Historia
La prefectura apostólica de Kioto fue erigida el 17 de junio de 1937 con la bula Quidquid ad spirituale del papa Pío XI, obteniendo el territorio de la diócesis de Osaka (hoy arquidiócesis).
El 12 de julio de 1951 la prefectura apostólica fue elevada a diócesis con la bula Inter supremi del papa Pío XII.

## Estadísticas
De acuerdo al Anuario Pontificio 2020 la diócesis tenía a fines de 2019 un total de 18 010 fieles bautizados.
| Año                                                                             | Población            | Población | Población      | Sacerdotes | Sacerdotes    | Sacerdotes    | Bautizados por sacerdote | Diáconos permanentes | Religiosos | Religiosos | Parroquias |
| Año                                                                             | Bautizados católicos | Total     | % de católicos | Total      | Clero secular | Clero regular | Bautizados por sacerdote | Diáconos permanentes | Varones    | Mujeres    | Parroquias |
| ------------------------------------------------------------------------------- | -------------------- | --------- | -------------- | ---------- | ------------- | ------------- | ------------------------ | -------------------- | ---------- | ---------- | ---------- |
| 1949                                                                            | 3017                 | 5 040 000 | 0.1            | 29         | 24            | 5             | 104                      |                      | 6          | 39         | 9          |
| 1970                                                                            | 18 819               | 5 447 000 | 0.3            | 106        | 20            | 86            | 177                      |                      | 105        | 309        | 51         |
| 1980                                                                            | 19 690               | 6 450 275 | 0.3            | 86         | 18            | 68            | 228                      |                      | 80         | 272        | 60         |
| 1990                                                                            | 20 609               | 6 984 017 | 0.3            | 77         | 14            | 63            | 267                      |                      | 71         | 290        | 60         |
| 1999                                                                            | 19 972               | 7 255 585 | 0.3            | 78         | 20            | 58            | 256                      |                      | 66         | 253        | 59         |
| 2000                                                                            | 19 703               | 7 291 929 | 0.3            | 78         | 18            | 60            | 252                      |                      | 67         | 263        | 58         |
| 2001                                                                            | 19 793               | 7 288 548 | 0.3            | 75         | 17            | 58            | 263                      |                      | 67         | 258        | 57         |
| 2002                                                                            | 19 027               | 7 289 567 | 0.3            | 74         | 17            | 57            | 257                      |                      | 66         | 251        | 57         |
| 2003                                                                            | 18 981               | 7 309 646 | 0.3            | 69         | 17            | 52            | 275                      |                      | 59         | 256        | 57         |
| 2004                                                                            | 19 198               | 7 314 195 | 0.3            | 73         | 17            | 56            | 262                      |                      | 64         | 250        | 57         |
| 2013                                                                            | 18 096               | 7 177 069 | 0.3            | 72         | 16            | 56            | 251                      |                      | 72         | 182        | 56         |
| 2016                                                                            | 18 259               | 7 236 492 | 0.3            | 67         | 14            | 53            | 272                      |                      | 60         | 174        | 53         |
| 2019                                                                            | 18 010               | 7 135 106 | 0.3            | 66         | 15            | 51            | 272                      |                      | 58         | 166        | 46         |
| Fuente: Catholic-Hierarchy, que a su vez toma los datos del Anuario Pontificio. |                      |           |                |            |               |               |                          |                      |            |            |            |

## Episcopologio
- Patrick James Byrne, M.M. † (19 de marzo de 1937-10 de octubre de 1940 renunció)
  - Sede vacante (1940-1945)
- Paul Yoshiyuki Furuya † (13 de diciembre de 1945-8 de julio de 1976 renunció)
- Raymond Ken'ichi Tanaka † (8 de julio de 1976-3 de marzo de 1997 renunció)
- Paul Yoshinao Otsuka, desde el 3 de marzo de 1997